# Château de Taagepera
Le château de Taagepera (estonien : Taagepera mõis, allemand : Wagenküll) est un château estonien construit dans le style Jugendstil entre 1907 et 1912 et devenu sanatorium puis un hôtel sous le nom de Taagepera loss. Il se trouve à Helme dans la région de Valga.

## Historique

### Histoire du domaine
Le domaine de Wagenküll a été formé au XVIe siècle par la famille von Rehbinder. Le capitaine Heinrich von Rehbinder en est d’abord propriétaire, puis son fils Wilhelm et le fils de celui-ci Heinrich von Rehbinder (1604-1680) qui est proche de Gustave II Adolphe de Suède. Le domaine passe ensuite à la puissante famille des Stackelberg au XVIIIe siècle, en particulier à Otto Magnus von Stackelberg (1704-1765), l’un des propriétaires terriens les plus importants de la province. Son fils, Otto Magnus (1736-1800), est diplomate de la cour de Russie, la Livonie étant entrée dans l’Empire russe ; celui-ci est propriétaire de seize domaines seigneuriaux, dont celui de Wagenküll.
Son descendant, Otto Fabian von Stackelberg, vend le domaine en 1796 pour 105 000 roubles à Friedrich Joachim von Oettingen (1755-1839) qui fait aussi partie d’une des familles les plus puissantes et fortunées du gouvernement de Livonie et du gouvernement d’Estonie.

### Histoire du château
Les terres sont vendues en 1822 à Magnus von Stryk (1795-1827), puis appartiennent à son fils Bernhard von Stryk (1827-1912) qui les vend en 1907 pour 370 000 roubles à son cousin Hugo von Stryk (1860-1941). Celui-ci est exproprié en octobre 1919, lorsque le nouveau gouvernement estonien nationalise les biens de la noblesse terrienne.
La famille von Stryk fait appel à l’architecte Otto Wildau (1873-1942) pour faire construire un château imposant, avec une tour ronde de 40 mètres de haut, en style historiciste et Jugendstil, avec des apports néomédiévaux. Les travaux durent de 1907 à 1912. Le château se trouve dans la paroisse d’Helmet (renommée après 1920 « commune rurale d’Helme ») et le district de Fellin.
A la fin des années 1930, un sanatorium de style fonctionnaliste est conçu par Alar Kotli et construit à proximité du manoir.
Le château est privatisé en 2000 et transformé deux ans plus tard en hôtel-restaurant de luxe.

## Galerie

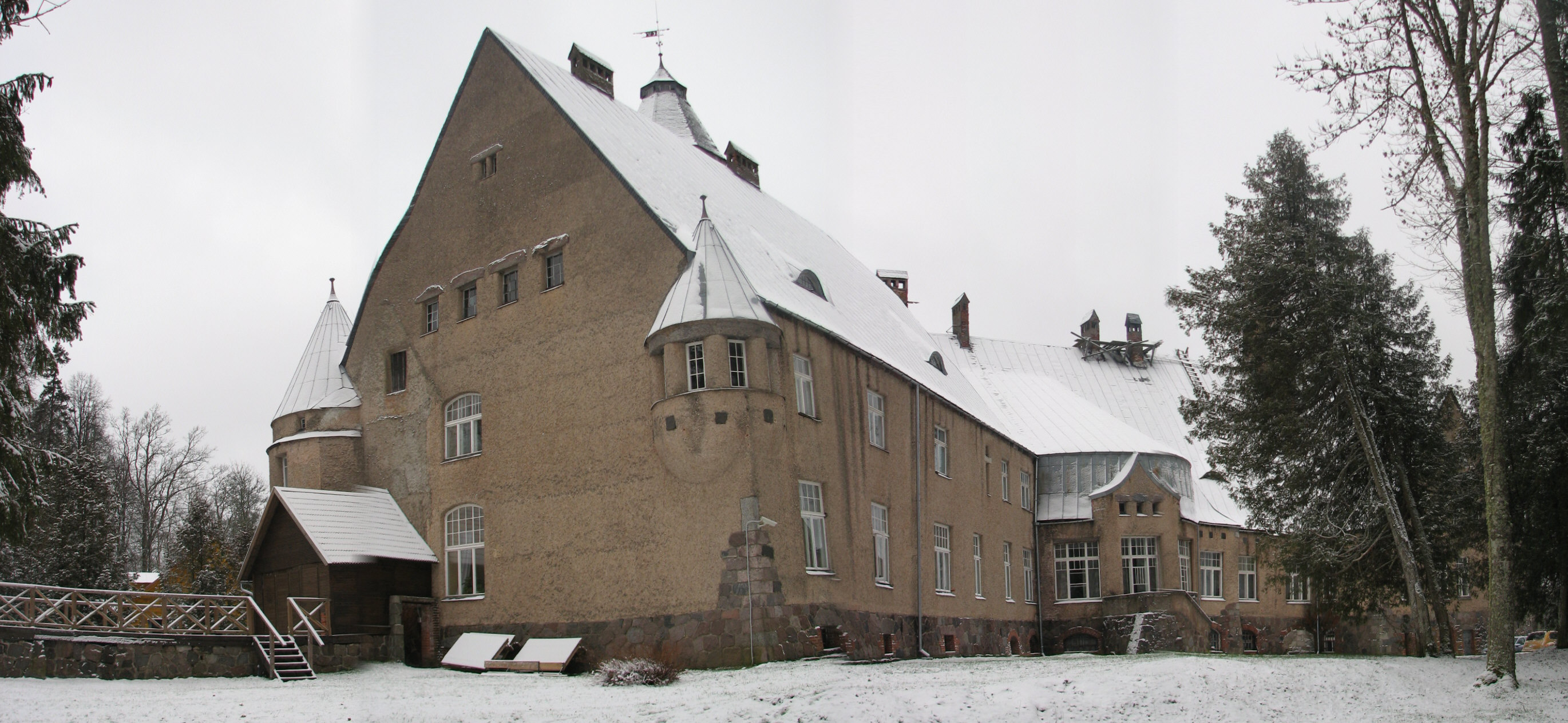
La façade arrière du château.
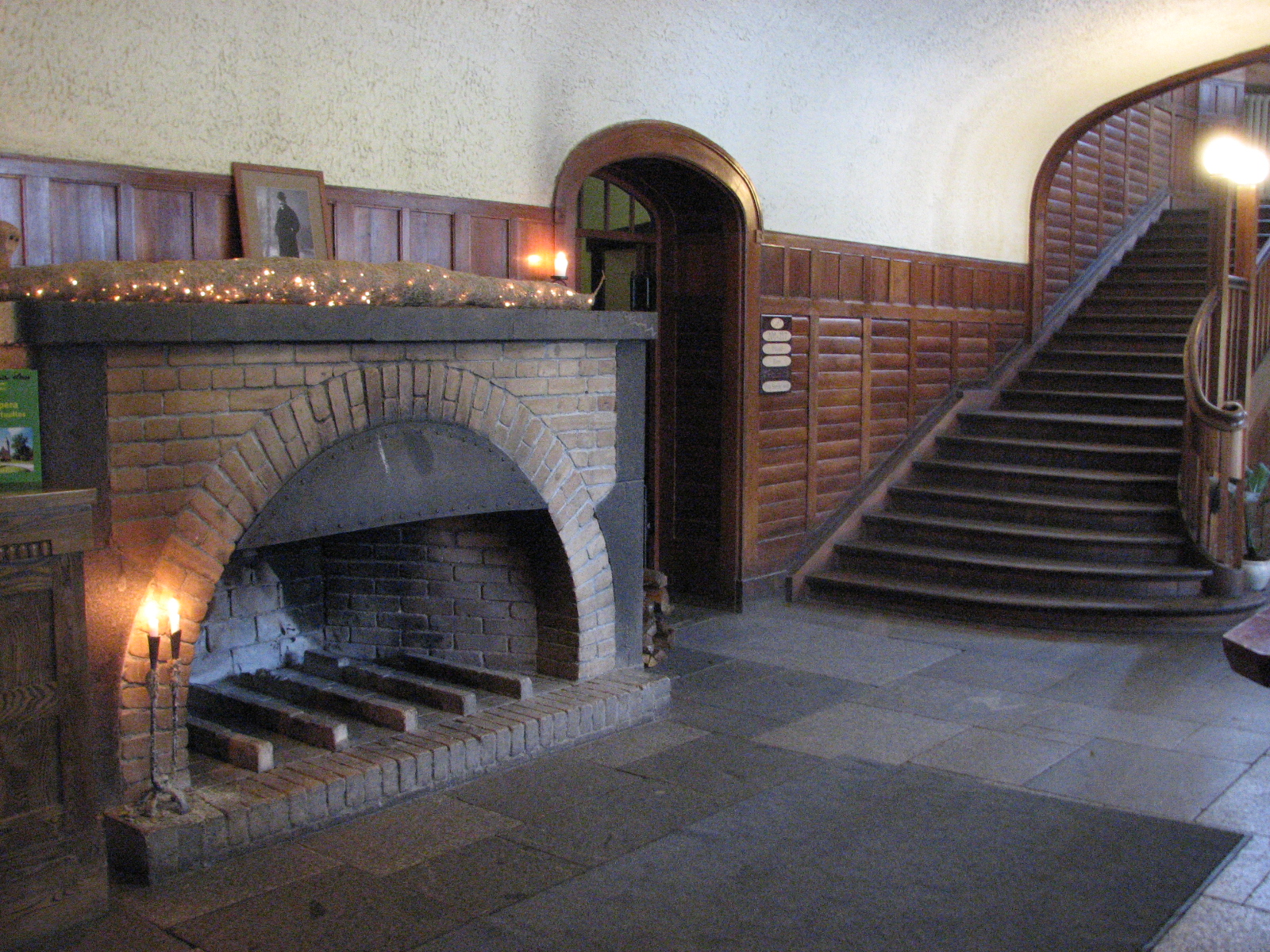
Le hall d’entrée.
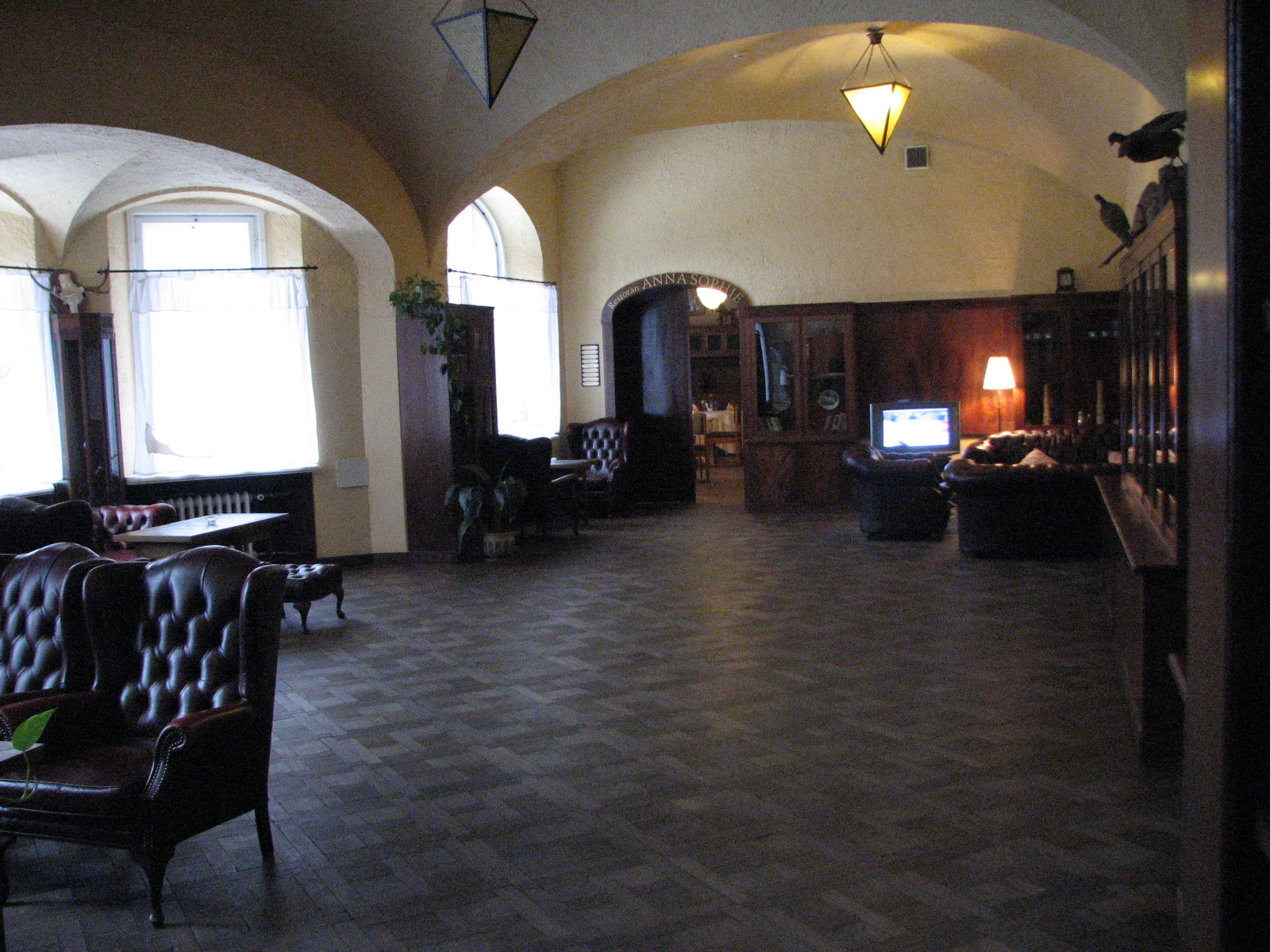
Vue de l'un des salons du rez-de-chaussée.
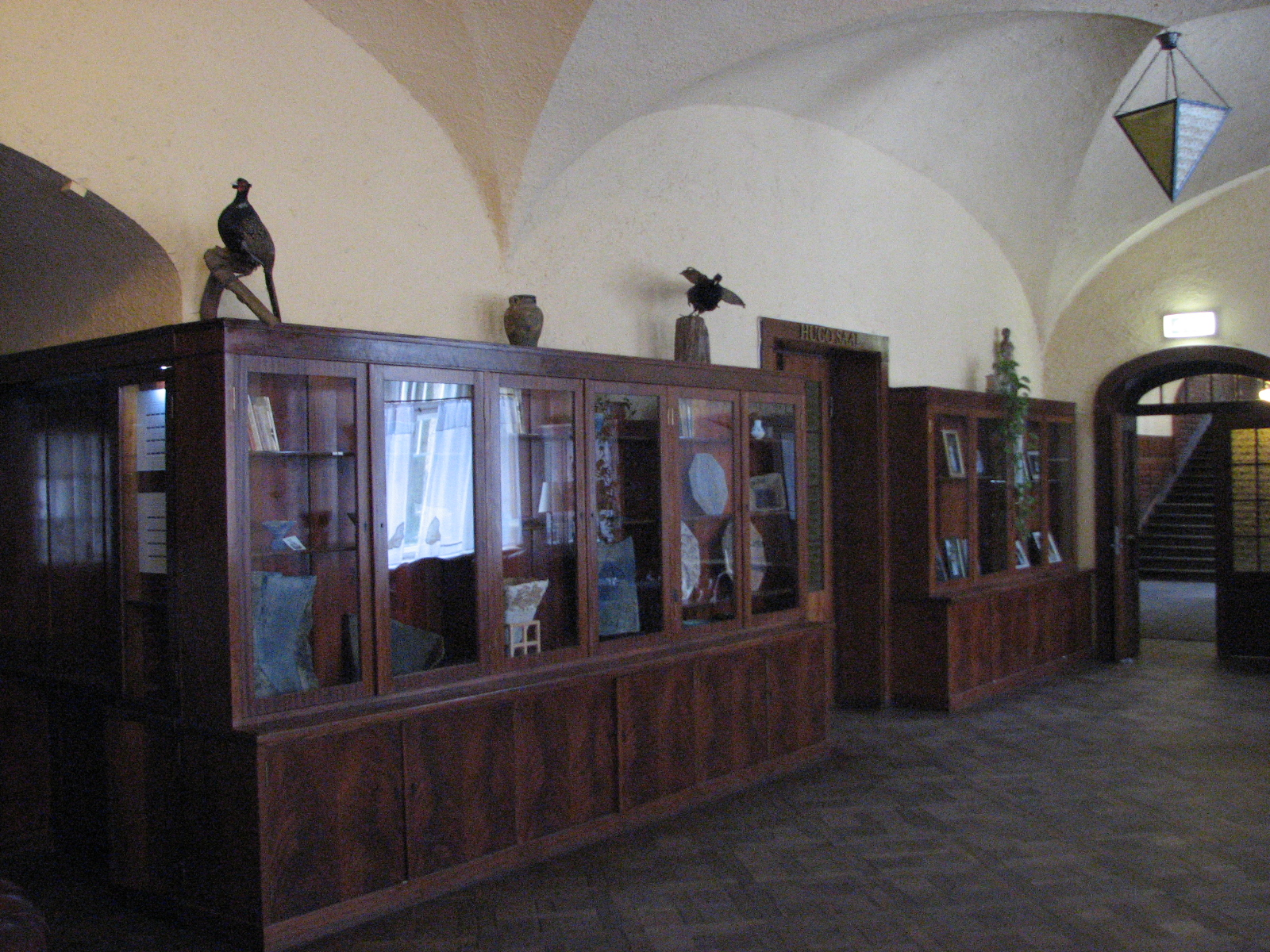
L'ancienne bibliothèque.
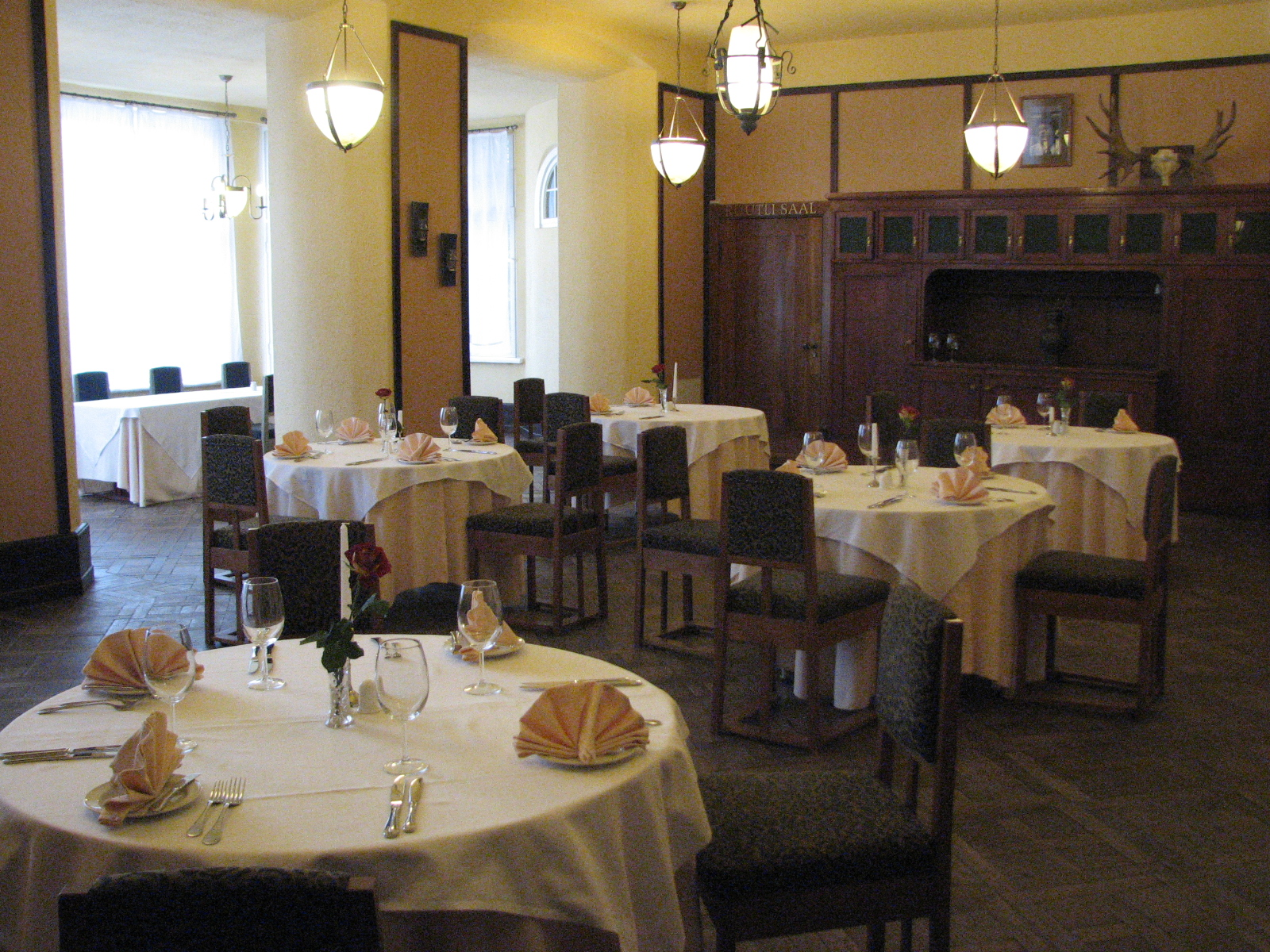
Le restaurant Anna Sophie.
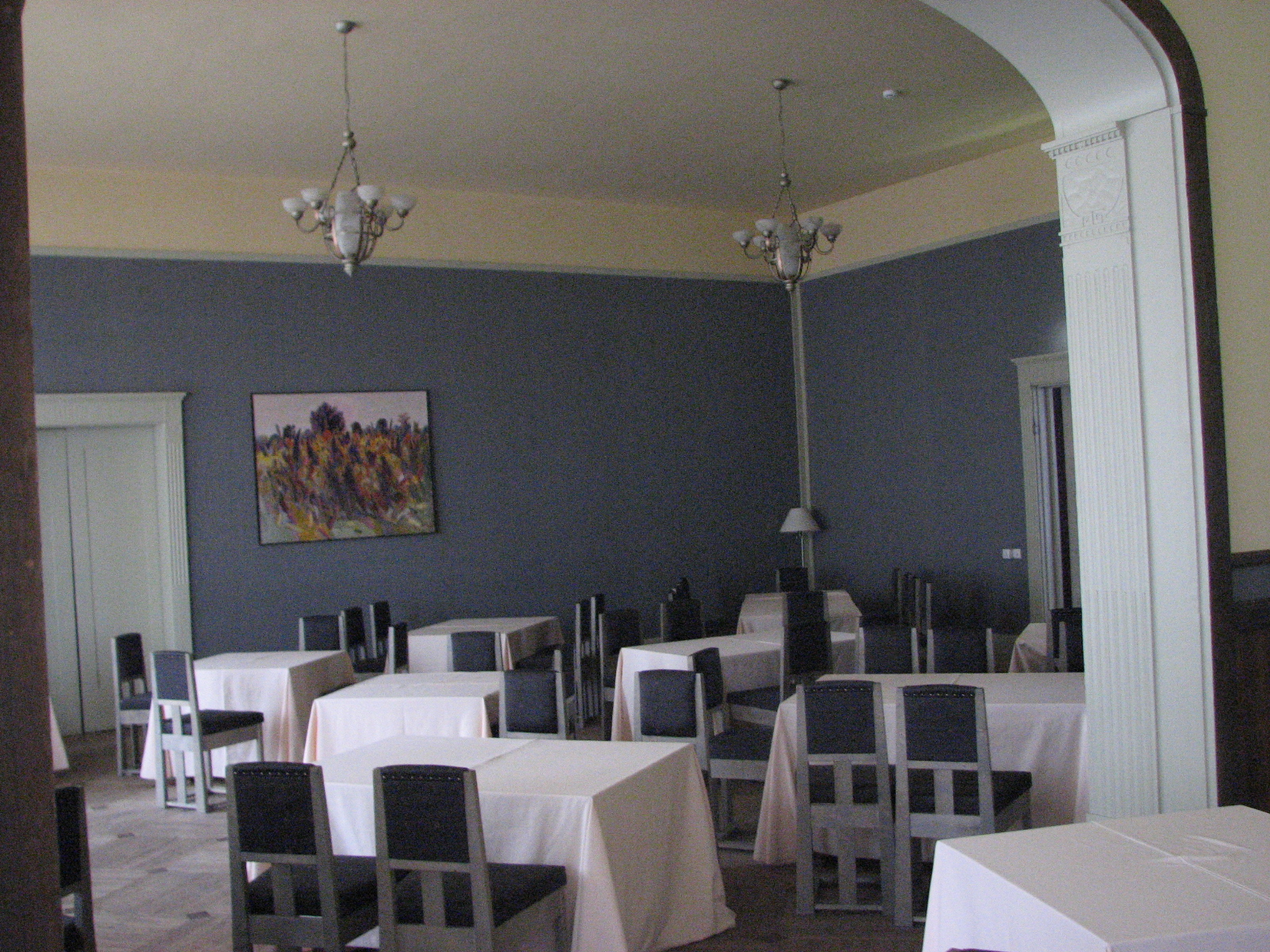
Le salon Hugo.

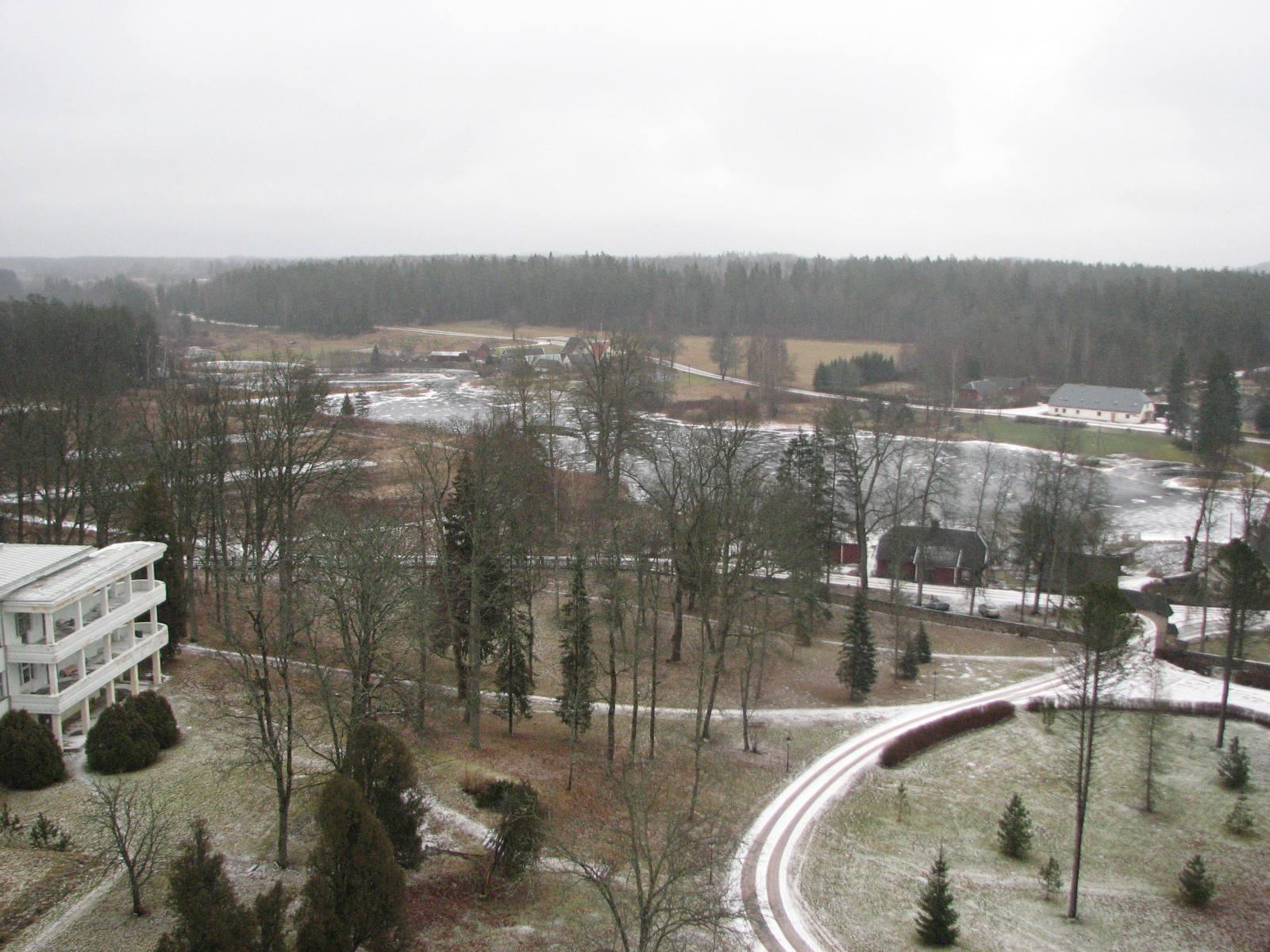
Vue du parc en hiver, avec les anciennes maisons paysannes.
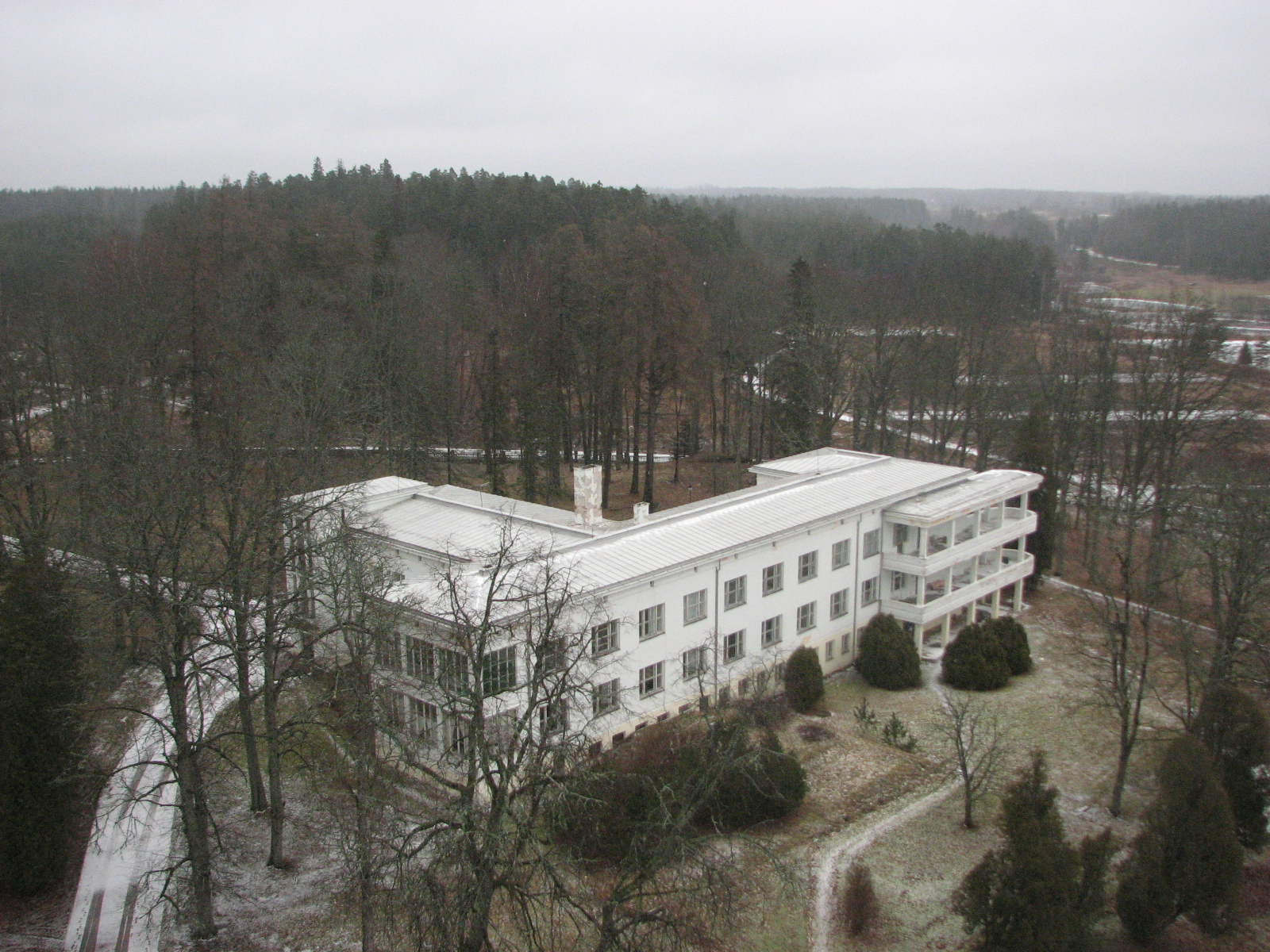
Vue du haut de la tour avec les bâtiments annexes.
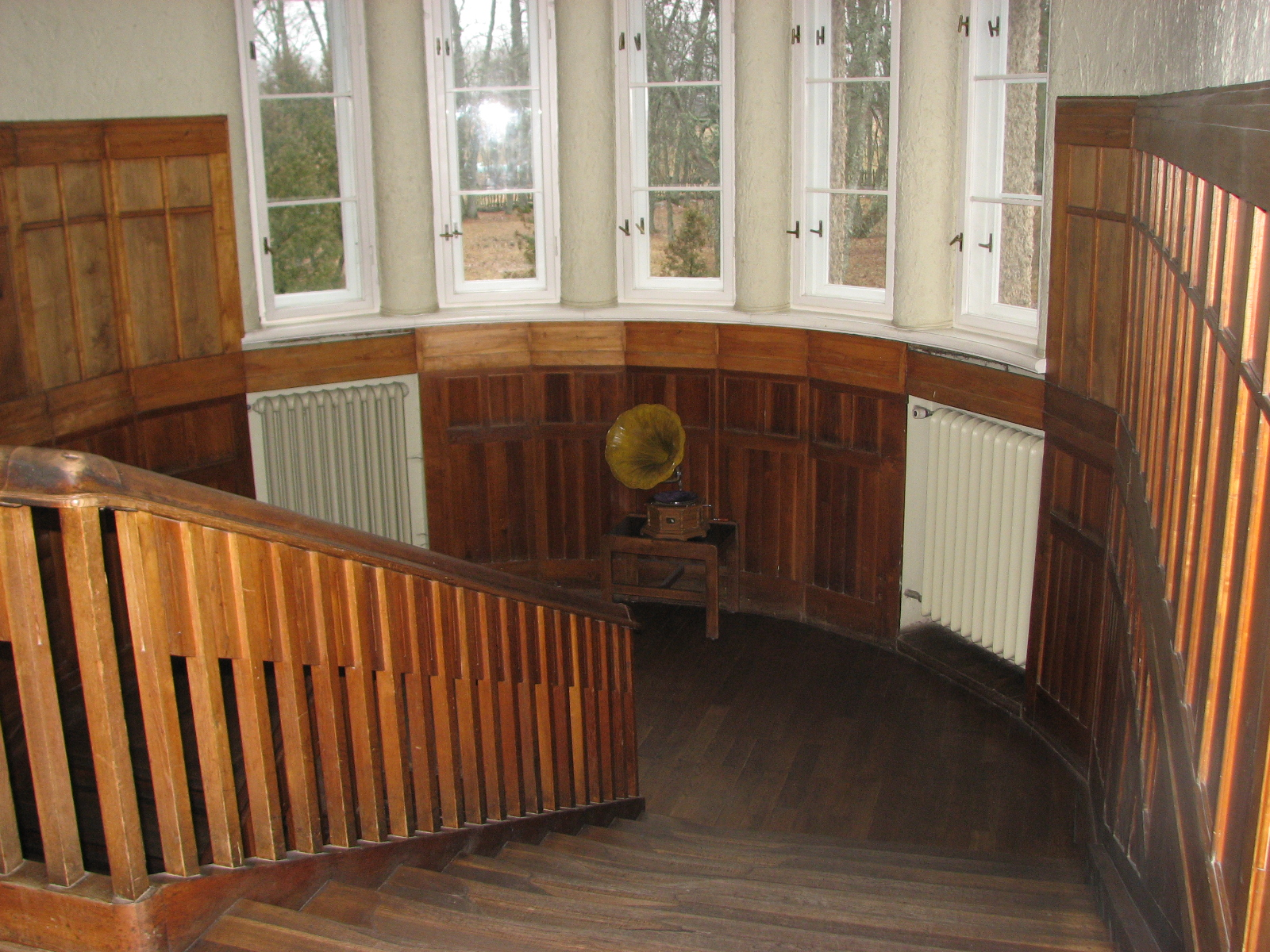
Escalier d'une des tours.

### Source
- (et) Cet article est partiellement ou en totalité issu de l’article de Wikipédia en estonien intitulé « Taagepera mõis » (voir la liste des auteurs).